# Дикуль Валентин Іванович
Валентин Іванович Дикуль (рос. Валентин Иванович Дикуль; нар. 3 квітня 1948, Каунас, Литовська РСР, СРСР) — артист цирку, важкоатлет, керівник російського медико-реабілітаційного центру захворювань опорно-рухового апарату. Народний артист Росії (1999).

## Біографія
Народився в місті Каунасі. Його батько Іван Григорович Дикуль (1920—1950), українець за національністю, був військовослужбовцем (НКВД). Мати Анна Корніївна (1925—1952) померла в 27 років, коли Валентин ще ходив в дитячий садок. Його виховували до семи років бабуся і дідусь. З семи років жив у дитячих будинках: спочатку в Вільнюсі, потім — в Каунасі. У дев'ять років захопився цирком, допомагав ставити цирковий намет, чистити манеж, доглядати за тваринами, підмітати, мив підлогу.
У чотирнадцять років підробляв ремонтом мотоциклів. Займався гімнастикою, боротьбою, підняттям тягарів, еквілібр, акробатикою, жонглюванням, придумував трюки і фокуси. Записався в цирковій гурток в каунаському клубі.
У 1962 році Валентину йшов п'ятнадцятий рік, коли він почав виконувати свій перший номер повітряної гімнастики в Палаці спорту, на висоті 13 метрів. Несподівано лопнула сталева перекладина, до якої кріпилася страховка. Валентин Дикуль впав. Тиждень перебував у реанімації міської клінічної лікарні, потім в лікарняній палаті нейрохірургічного відділення. Діагноз лікарів: «Компресійний перелом хребта в поперековому відділі і черепно-мозкова травма», безліч локальних переломів.
Дикуль став тренуватися. Піднімав предмети, розтягував гумовий джгут, віджимався. Він займався по 5-6 годин на день, але ноги не діяли. Терплячи біль у хребті і втому, він виконував силові вправи і вивчав медичну літературу про хребет, збираючи необхідну інформацію. Лікарі просили його припинити витрачати даремно час і зусилля, пояснивши, що успіх неможливий. Але він продовжував займатися до повної знемоги. Став піднімати гантелі — спочатку маленькі, потім все більше збільшував вагу, розробляв всі м'язи спини, які були дієздатні. Далі у нього виникла ідея, що рухати потрібно і недіючі частини тіла, так ніби вони були здорові — повним циклом. Прив'язував до ніг мотузки і, пропускаючи під спинкою ліжка, яка грала роль блоку, тягнув за них — рухаючи ноги. Потім почав використовувати як противагу вантажі. Друзі допомогли встановити над ліжком систему блоків за схемою, намальованою Дикулем. Через вісім місяців його виписали з лікарні з інвалідністю першої групи.

## Центри Дикуля
У 1988 році був відкритий «Російський центр реабілітації хворих зі спинномозковими травмами і наслідками дитячого церебрального паралічу» — центр Дикуля.
У наступні роки в Москві відкрилося кілька центрів В. І. Дикуля. Нині найбільш відомі з них:
- Московські центри В. І. Дикуля (включають в свою структуру — МРЦ (Медико-реабілітаційний центр) Бєляєво, МРЦ Лосиний острів, Клініку хірургії, Центр В. І. Дикуля в Останкіно (відкритий в 1988 р).[3]
- Медико-реабілітаційні центри під керівництвом В. І. Дикуля (в свою структуру включають — Кунцевський центр В. І. Дикуля і Пресненський центр В. І. Дикуля).

У 1989—1991 був обраний народним депутатом Верховної Ради СРСР.

## Фільмографія
- 1984 — Без сім'ї (фільм, 1984) —  силач
- 1984 — Пеппі Довгапанчоха (фільм, 1984) —  силач «Індійський півень»
- 1985 — Піраміда (документальний, про лікарську діяльність В. І. Дикуля)
- 2004 — «Росія богатирська», фільм 1 «Валентин Дикуль» (телевізійний документальний фільм)[4]